# Гаавассоо (природний заповідник)
Приро́дний запові́дник Га́авассоо (ест. Haavassoo looduskaitseala) — природоохоронна територія в Естонії, у волості Ляене-Сааре повіту Сааремаа.
Загальна площа — 400,8 га.
Природний заповідник утворений 20 грудня 2013 року.

## Розташування
Поблизу заповідника розташовуються села Гірмусте та Коймла.

## Опис
Метою створення заповідника є збереження біологічного різноманіття лісових та болотяних угруповань, охорона видів тварин і рослин, місць їх проживання та зростання.
Усю територію заповідника займає зона цільової охорони (Haavassoo skv.), категорія МСОП — Ib.
У заповіднику зберігаються 7 типів природних оселищ (Директива 92/43/ЄЕС, Додаток I):
| Код   | Тип оселища                                                                                         |
| ----- | --------------------------------------------------------------------------------------------------- |
| 7160  | Феноскандійські мінеральні джерела та джерельні й приструмкові трав'яні болота (мочари)             |
| 7210* | Карбонатні низинні болота з видами Cladium mariscus та Caricion davallianae                         |
| 7230  | Лужні низинні болота                                                                                |
| 9010* | Західна тайга                                                                                       |
| 9020* | Феноскандійські гемібореальні природні старовікові широколистяні листопадні ліси, багаті на епіфіти |
| 9050  | Феноскандійські ліси з Picea abies і багатим трав'яним покривом                                     |
| 9080* | Феноскандійські листопадні заболочені ліси                                                          |

Згідно з Директивою про захист диких птахів (2009/147/EC) у заповіднику охороняється лелека чорний (Ciconia nigra).
У природному заповіднику зростають охоронювані види рослин: пальчатокорінник Руссова (Dactylorhiza russowii), ситник тупопелюстковий (Juncus subnodulosus), дзвінець ізіленський (Rhinanthus osiliensis).
Територія заповідника є складовою частиною природної області Гаавассоо (Haavassoo loodusala), що включена до Європейської екологічної мережі Natura 2000.